# Sörstafors
Sörstafors est une localité de la commune de Hallstahammar dans le comté de Västmanland en Suède.
Sa population était de 278 habitants en 2019.